# Mozart Pereira Soares
Mozart Pereira Soares (Palmeira das Missões, c. 1915 — Ijuí, 11 de dezembro de 2006) foi um veterinário, professor, historiador, advogado e escritor brasileiro.
Formado em veterinária, fez curso de aperfeiçoamento em Buenos Aires em 1949, com o depois Prêmio Nobel de Medicina, Bernardo Alberto Houssay. Foi o primeiro professor de fisiologia da Faculdade de Medicina de Santa Maria. Depois, na UFRGS, foi, além de professor, diretor da Faculdade de Agronomia e Veterinária e vice-reitor. Diplomou-se advogado na UFRGS com 71 anos. 
Adepto do positivismo, suas obras tratavam da vida no campo, do gaúcho e da história regional, tendo sido membro da Academia Rio-Grandense de Letras e do Instituto Histórico e Geográfico do Rio Grande do Sul.
É o patrono do Centro Cultural de Palmeira das Missões.
Mozart também é conhecido por ser o principal idealizador do festival Carijo da Canção Gaúcha que acontece anualmente em sua cidade natal Palmeira das Missões, atualmente está em sua 36ª edição. 

## Obras
- Erva Cancheada, poesia regional
- Pastoral Missioneira, uma narrativa sobre sua infância no campo
- Tempo de Piá
- Meu Verde Morro
- O Positivismo no Brasil, 200 anos de Augusto Comte